# Gasexplosion von Martelange

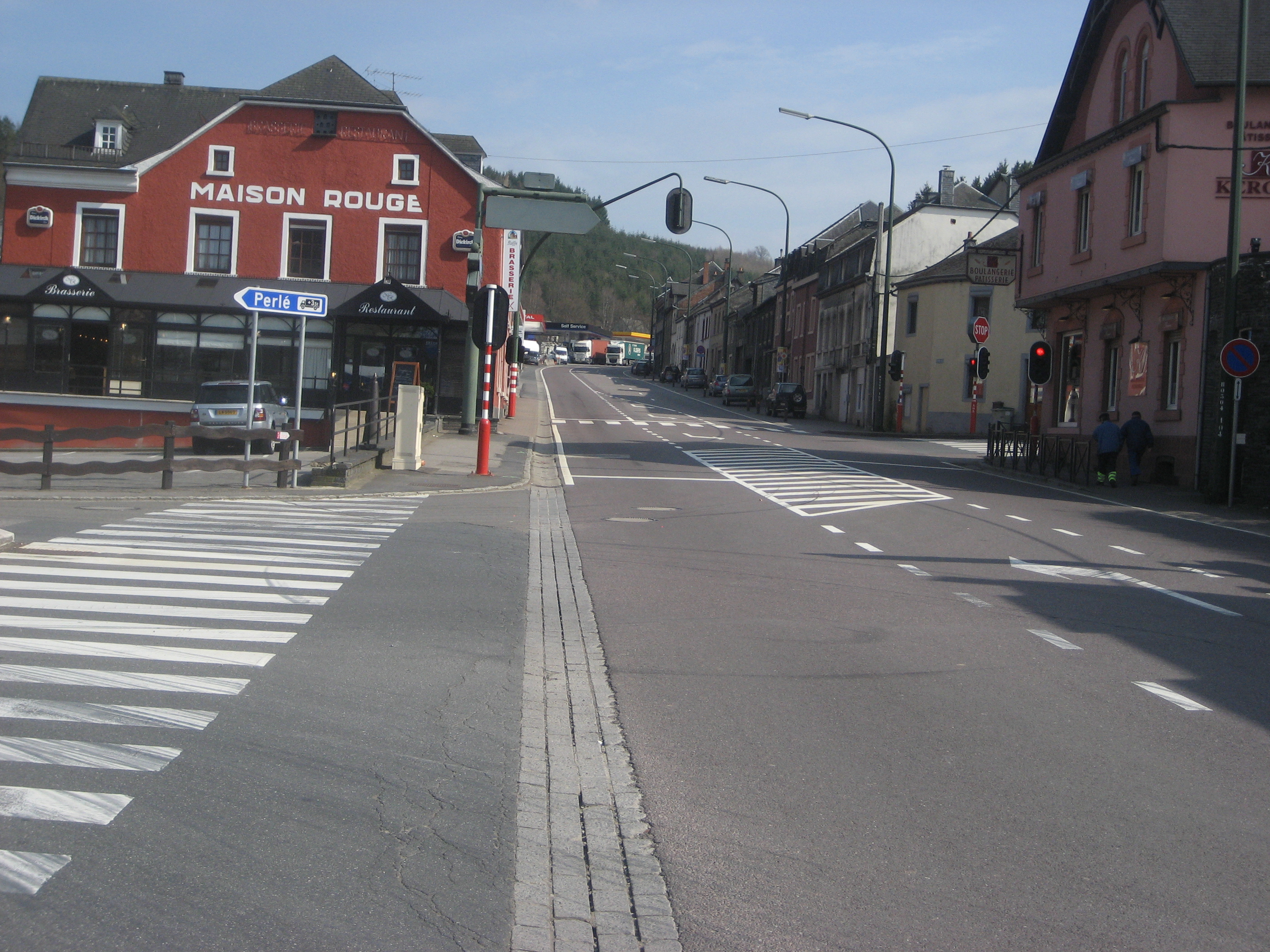
Grenze zwischen dem belgischen und dem luxemburgischen Teil des Doppeldorfes und die N4, auf der sich das Unglück ereignete

Die Gasexplosion von Martelange ereignete sich am 21. August 1967 im belgisch/luxemburgischen Doppeldorf Martelange/Rombach und Obermartelingen.

## Abfolge und Ursache des Unglücks
Der französische Fahrer fuhr mit über 40.000 Litern Flüssiggas in einem Tanklastwagenzug durch Martelange. Innerhalb der Ortschaft geriet das Fahrzeug ins Schleudern und kippte um. Der Flüssiggastank riss an den Nähten auf und explodierte. Durch die Explosion wurden auch die Benzinlager einer nahen Tankstelle zur Explosion gebracht. 22 Menschen, darunter der Fahrer des Lkw, wurden getötet, 47 erlitten zum Teil schwere Brandverletzungen. Es entstand großer Sachschaden.
Ob Bremsversagen, überhöhte Geschwindigkeit oder Ablenkung des Fahrers zum Unglück beitrugen, konnte später nicht mehr festgestellt werden.

## Gedenken
An der N4 im Martelinger Ortskern steht ein Mahnmal, bei welchem am 20. August 2017, zum fünfzigsten Jahrestag der Explosionskatastrophe von belgischen und luxemburgischen Politikern, Bürgermeister von Marteling, Daniel Waty; Bürgermeister von Rambrouch, Toni Rodesch; Gouverneur der belgischen Province de Luxembourg, Olivier Schmitz, der wallonischen Minister für ländliche Entwicklung, René Collin u. a., und vielen Bürgern aus dem Doppeldorf des Unglücks gedacht wurde. Bis zum 6. September 2017 war eine spezielle Ausstellung des Cercle d'histoire de Martelange im lokalen Kulturzentrum eingerichtet.